# Ostoslawskaja-Gymnasium

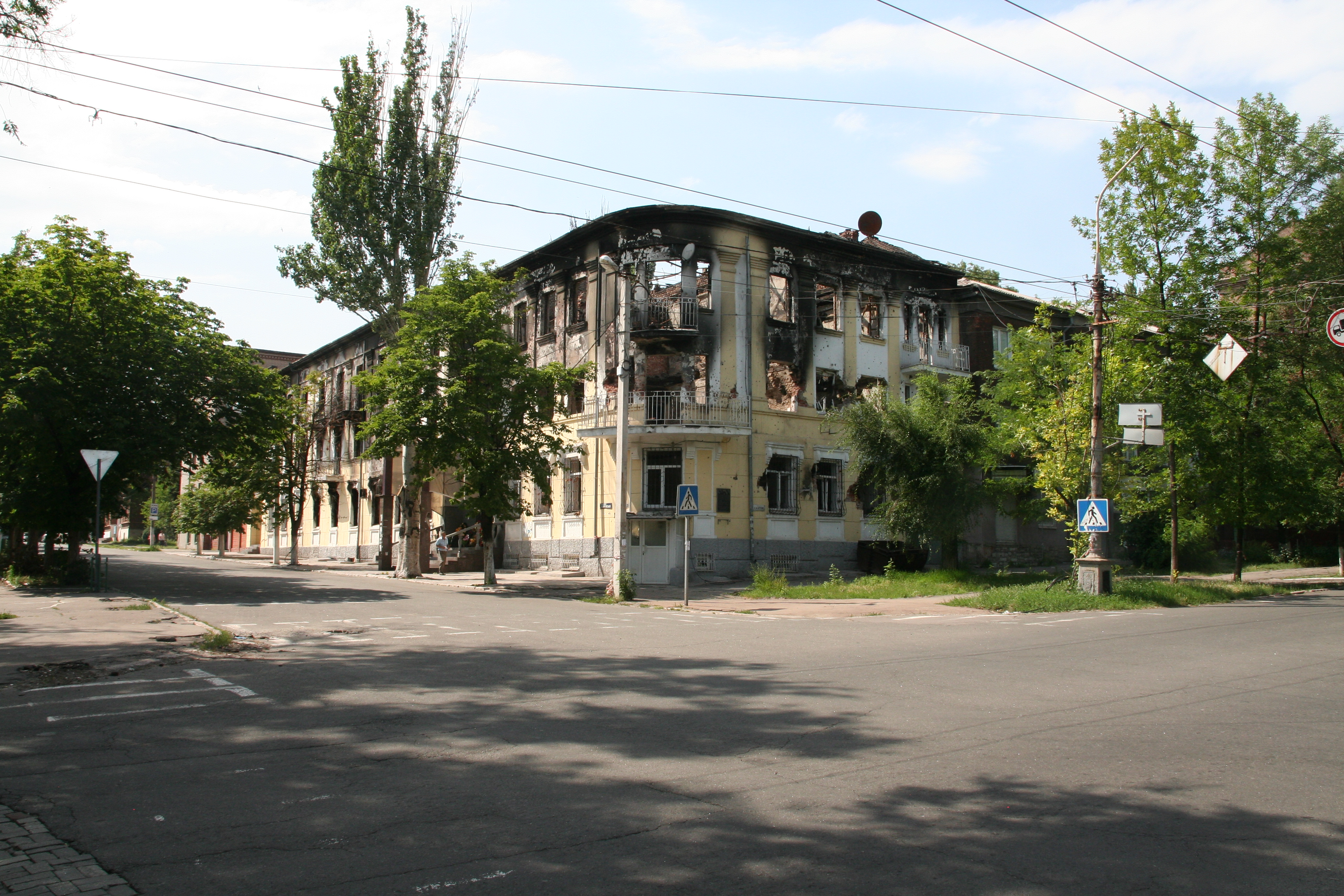
Ausgebrannte Polizeidirektion

Das Ostoslawskaja-Gymnasium (ukrainisch Гімназія Остославської, russisch женская гимназия Остославской) war ein Schulgebäude in Mariupol, das im Jahr 2014 als brennende Polizeidirektion weltweit Schlagzeilen machte.

## Geschichte

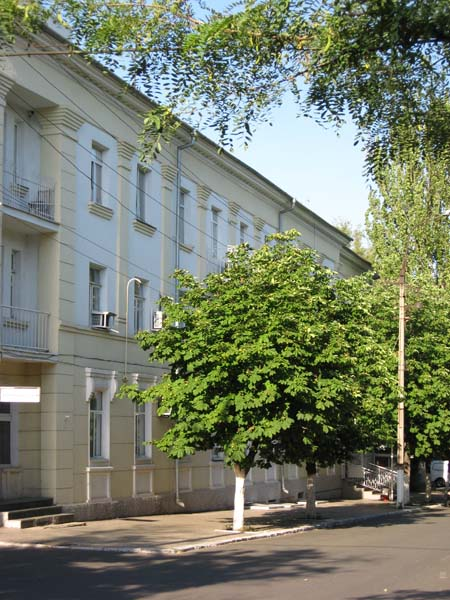
Zustand 2007

Valentina E. Ostoslawskaja (russisch Валентина Епифановна Остославская) entschied sich im Jahr 1887 – kurz nach dem Abschluss am Mädchengymnasium von Mariupol – eine private Bildungseinrichtung für Mädchen zu gründen. Diese Schule wurde später in ein Progymnasium und schließlich in ein Gymnasium umgewandelt, das nach ihr benannt wurde.
Während des Bürgerkrieges wurde das Schulgebäude als Kaserne genutzt. Es brannte ab und zudem starb Ostoslawskaja an der Spanischen Grippe. Ihre Familie verließ Mariupol. Nach dem Wiederaufbau diente das Gebäude als Polizeidirektion der Stadt (russisch Мариупольское городское Управление ГУМВД Украины в Донецкой области).
Am 9. Mai 2014, dem Tag des Sieges, stürmten prorussische Separatisten die Polizeidirektion und besetzten sie, woraufhin ukrainische Streitkräfte anrückten und das Gebäude beschossen. Das Eckhaus geriet in Brand und es gab mehrere Tote, wobei die Angaben untereinander stark abweichen. Laut dem ukrainischen Innenminister Arsen Awakow griffen „60 Terroristen“ das Gebäude ohne Vorwarnung an. Es sei zu Kämpfen im Gebäude gekommen, in die andere Polizeieinheiten, die Spezialeinheit des Innenministeriums – das Regiment Asow – und die Omega-Einheit der Nationalgarde helfend eingriffen. Zunächst besetzten die Angreifer die unteren beiden Geschosse, doch dann befreite die Asow-Einheit, die zuerst ankam, das Erdgeschoss. Laut offiziellen Angaben kurz nach den Ereignissen wurden ca. 20 Angreifer getötet und weitere vier gefangen genommen. Auf der ukrainischen Seite hatte es demnach nur einen Toten sowie fünf Verletzte gegeben. Spätere Berichte konnten nachweisen, dass auf ukrainischer Seite mindestens 6 Personen starben. Daneben gab es mindestens 7 weitere Tote, bei denen nicht immer klar ist, ob sie auf der Seite der Angreifer standen oder als Passanten starben.
Die Vorkommnisse gelten als der eigentliche Auftakt zum Kampf um Mariupol 2014, da sich die ukrainischen Einheiten danach zurückziehen und die Stadt für einige Wochen den Separatisten überlassen mussten, woraufhin Demonstranten Barrikaden errichteten, einen zurückgelassenen Panzer sowie öffentliche Gebäude (Stadtverwaltung, Staatsanwaltschaft) anzündeten und Waffengeschäfte plünderten.
Das Gebäude blieb daher zunächst als mahnende Ruine stehen, bevor es Pläne gab, es in ein multikulturelles Zentrum namens „Port of Cultures“ umzuwandeln.

## Baubeschreibung
Das ursprüngliche Schulgebäude unterschied sich von der heutigen Gestalt vor allem in Details. Es zog sich ähnlich wie das benachbarte Gymnasium Alexandrinum Mariupol entlang der Straße, besaß dabei mehr als zehn Fensterachsen und seine Westecke war wuchtig hervorgehoben. Seine Dächer zierten zinnenähnliche Elemente. Die Baugeschichte ist nur wenig erforscht, aber heute besitzt das Gebäude eine Etage mehr als damals, wurde also vermutlich beim Wiederaufbau aufgestockt. Die Betonung der Westecke ist verändert erhalten, indem sich dort heute statt eines wuchtigen Gebäudeteils ein Eingang mit Balkonen in den beiden Etagen darüber befindet. Während diese Balkone in das Gebäude eingezogen errichtet wurden, wird die Fassade an verschiedenen Stellen durch weitere Balkone aufgelockert, die in die Straße ragen. Die horizontale Gliederung erfolgt zum einen durch Gesimse, zum anderen durch die unterschiedliche Gestaltung der Fensterfassungen in den einzelnen Etagen, wobei die Fenster im Erdgeschoss besonders hervorgehoben werden, die Fenster im 1. Obergeschoss hingegen gar nicht und die im 2. Obergeschoss nur durch auffällige Fensterbretter. Auf eine strenge Gliederung wird dabei aber verzichtet und die Vertikale sowohl durch die eingeschobene Balkonachsen als auch durch flache Säulen zwischen den Fenstern der Obergeschosse unterbrochen. Auch die Ostecke, an die der kurze Ostflügel in der heutigen Artema-Straße anschließt, ist durch Balkone betont.